# الصرصور (سباح)

تعديل مصدري - تعديل

الصرصور هي إحدى قرى عزلة سباح بمديرية سباح التابعة لمحافظة أبين، بلغ تعداد سكانها 114 نسمة حسب تعداد اليمن لعام 2004.